# 埃里克·克里斯蒂安森
埃里克·克里斯蒂安森（丹麥語：Erik Christiansen，1956年9月20日—），丹麦男子赛艇运动员。他曾代表丹麦参加1980年和1984年夏季奥林匹克运动会赛艇比赛，其中1984年奥运会获得一枚铜牌。